# Giuseppe Prota
Giuseppe Prota (Nàpols, 1690 - [...?]) fou un compositor italià.
Va ser deixeble de Scarlatti, al que succeí com a professor de l'Ospedale della Pietà de Venècia, sent a la vegada mestre de Fomelli.
Va compondre moltes òperes, de les quals ni tan sols es conserven els títols.